# Andrija Zlatić

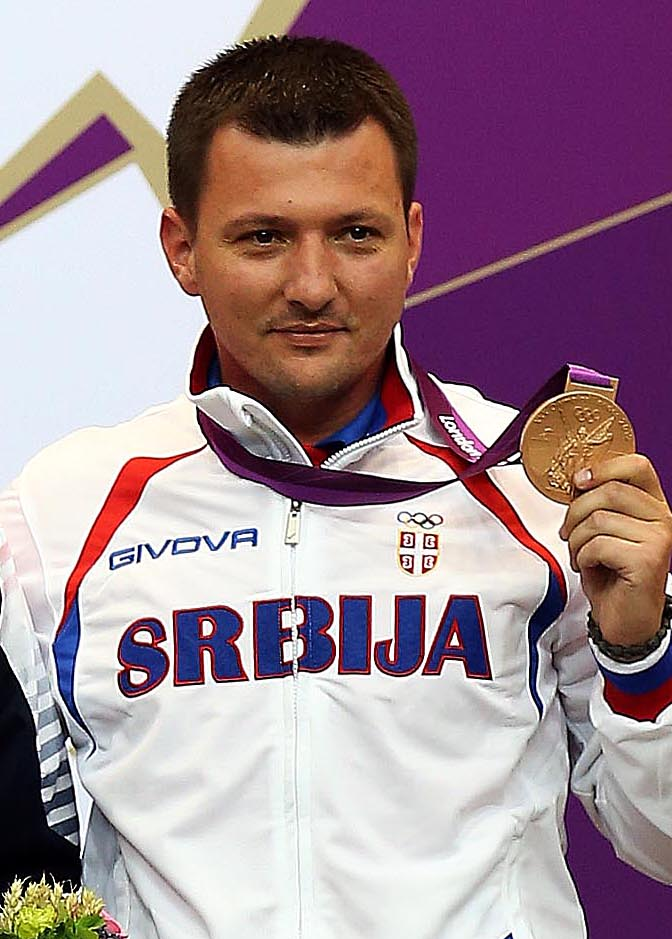
Andrija Zlatić (2012)

Andrija Zlatić (* 25. Januar 1978 in Titovo Užice, Jugoslawien) ist ein serbischer Sportschütze.
Bei der WM 1998 in Barcelona gewann Andrija Zlatić die Goldmedaille in der Disziplin 50 m Freie Pistole. Bei der WM 2002 in Lahti gewann er die Silbermedaille in der Disziplin 10 m Luftpistole. 2004 trat er bei den Olympischen Spielen in Athen an. Bei der Europameisterschaft 2009 in Prag wurde er Europameister in der Disziplin Luftpistole.
Bei den Olympischen Spielen in London 2012 gewann er Bronze in der Disziplin Luftpistole über 10 m.